# المجارين (ضابي)

تعديل مصدري - تعديل

المجارين محلة تابعة لقرية المريم، التابعة لعزلة ضابي بمديرية بعدان إحدى مديريات محافظة إب في الجمهورية اليمنية، بلغ تعداد سكانها 37 حسب تعداد اليمن لعام 2004.